# Daciana
Daciana ist ein Vorname.

## Herkunft und Bedeutung
Der Name ist die weibliche rumänische Variante von Dacian, der abgeleitet ist von Dacia, dem altrumänischen Namen für die Region des jetzigen Rumäniens und Moldau.

## Bekannte Namensträgerinnen
- Daciana Sârbu (* 1977), rumänische Politikerin